# Josephine Ettel Kablick
Josephine Ettel Kablick (nota anche come Josefina Kablíková) (1787 – 1863) è stata una botanica e paleontologa ceca.

## Biografia
Josephine Ettel Kablick studiò sotto la guida dei migliori botanici del suo tempo.
La Kablick visse nella città ceca di Vrchlabí (all'epoca chiamata Hohenelbe).
Raccolse campioni di piante e fossili per conto di istituzioni di tutta Europa.
Molti dei fossili e delle piante da lei raccolti sono poi stati denominati in suo onore.
Forte di salute, fu un'entusiasta ricercatrice di campioni, che raccoglieva con qualunque condizione meteorologica.
Le principali aree di raccolta di campioni di piante e fossili, poi destinati a scuole, musei, società scientifiche e università di tutta Europa, erano i monti Sudeti.
Il tedesco Pflanzentausch-Anstalt (istituto per lo scambio dei campioni di piante) di Filip Maximilian Opiz elenca oltre 25 000 campioni da lei raccolti.
Suo marito Adalbert Kablick fu un farmacologo e zoologo e sostenne l'attività lavorativa della moglie.